# Erich Walter (Tänzer)
Erich Walter (* 30. Dezember 1927 in Fürth; † 23. November 1983 in Herdecke) war ein deutscher Tänzer, Choreograf und Ballettdirektor.

## Leben
Erich Walter erhielt seine tänzerische Ausbildung in Nürnberg bei Olympiada Alperova. Sein Wunsch Tänzer zu werden, wurde durch den tschechischen Tänzer Miroslav Kura (geboren 1924) inspiriert, der Mitte der 1940er Jahre in Nürnberg engagiert war. 1945 wurde Walter als Ballett-Eleve in Nürnberg angenommen.
In der Spielzeit 1950/51 gehörte er als Solotänzer dem von Hans von Kusserow geleiteten Ballettensemble am Deutschen Theater in Göttingen an. Intendant war dort Heinz Hilpert, sein Oberspielleiter Helmut Henrichs. Mit Erich Walter waren damals berühmte Solisten wie Edel von Rothe (später Primaballerina in Düsseldorf und Duisburg, und danach Walters Assistentin ab 1964), Gisela Deege und Marcel Luipart engagiert. Das Ensemble zerfiel, als sich die prominenten Solisten der „Abraxas“ Tournee-Truppe von Helge Pawlinin anschloss, die aber nur kurze Zeit überlebte.
In der Spielzeit 1952/1953 war Walter Mitglied des Hessischen Staatstheaters Wiesbaden. Dort hatte der Intendant Heinrich Koehler-Helffrich den Tänzer Peter van Dyk engagiert. Ihm stand als künstlerischer Berater und Ballettdirigent Hans Werner Henze zur Seite. Der Choreograf und Chef war Edgar von Pelchrzim. Er hatte 1949 Henzes Ballett „Jaques Pudding“ hier uraufgeführt, was Walter möglicherweise zu seiner eigenen Choreografie des Ballettes später in Wuppertal inspiriert haben mag. Auch hat wohl von Pelchrzims lyrischer und klarer Stil, dessen er gerühmt wurde, für Walter auch richtungsweisende Bedeutung gehabt.
Wiesbaden beendete aus finanziellen Gründen seine Tanzambitionen, und Walter nahm ein Engagement in Wuppertal an, wo Helmut Henrichs, den er von Göttingen kannte, nun Intendant von Oper und Schauspiel wurde. Es darf vermutet werden, dass Henrichs frühzeitig auf das Talent Erich Walters aufmerksam geworden war, unterstützt darin von Heinrich Wendel, dem Bühnenbildner, der nach Göttingen und Wiesbaden nun auch in Wuppertal mit Walter engagiert war. Walter akzeptierte 1953 den doppelten Vertrag als Tänzer und Ballettmeister. Schon am 31. Oktober inszenierte er sein erstes Ballett: „Der Kuss der Fee“ von Igor Strawinsky. Die Fee wurde von Denise Laumer, das Mädchen von Helga Held, und die männliche Hauptrolle von ihm selber getanzt. Danach schuf er für Wuppertal 42 Ballette. Er verzichtete völlig auf das gängige Ballett-Repertoire. Igor Strawinsky, Hans Werner Henze, Claude Debussy, Luigi Dallapiccola, Béla Bartók, Arnold Schönberg, aber auch Antonio Vivaldi und Giovanni Battista Pergolesi sowie Claudio Monteverdi waren seine Komponisten. Von Wuppertal ging die Monteverdi-Renaissance auf der Grenze zu den 1960er Jahren aus.
Walter schuf den L’Orfeo als abendfüllendes Ballett, sowie weitere Monteverdi-Abende, wobei sein „Zweikampf“ als besonderes Meisterwerk gelobt wurde. Bis 1956 spielten die Wuppertaler Bühnen in der Ausweichstätte in der Stadthalle. Ab 1956 dann im wiedereröffneten Opernhaus in Barmen. Walter choreografierte etwa 30 Opern und Operetten-Einlagen in dieser Zeit. Er war ein gefragter Partner der Regisseure, und das inzwischen berühmt gewordene Ballettensemble wollte man möglichst viel sehen. Es entstanden die ersten Fernsehfilme, und Helmut Käutner holte das Wuppertaler Ballett für seinen Hamlet-Film Der Rest ist Schweigen. 1957 bestätigte ein Gastspiel in Paris („Jaques Pudding“, Bartóks Konzert für Saiteninstrumente, und „Pelleas und Melisande“ von Schönberg) den Rang, den man als eines der besten Ensembles Deutschlands ertanzt hatte. 1958 war Grischa Barfuss der Intendant der Wuppertaler Bühnen geworden. Er hatte nun ein Team, mit Erich Walter, Heinrich Wendel, dem Regisseur Georg Reinhardt und dem Dramaturgen Rolf Trouwborst (* 1921), dem für fast drei Jahrzehnte Musiktheater auf höchstem Niveau gelang. Bis 1964 in Wuppertal, und ab 1964 dann an der Deutschen Oper am Rhein Düsseldorf Duisburg.
Dort hat Erich Walter als Ballettdirektor zielstrebig und äußerst erfolgreich eine klassische Ballett-Kompanie von hohem Niveau geformt. Mit einem deutlich größeren Ensemble übernahm Walter dann einige Ballette aus Wuppertal, die er aber meist sehr neu erdachte und überarbeitete. Hochrangige Tänzer strömten ihm zu. Viele begabte junge Tänzer wurden bei ihm berühmt: Peter Breuer (der 18-jährig zu ihm kam, und dessen Entwicklung ihm bis zu seinem Tode am Herzen lag), Renate Deppisch, Colleen Scott, André Doutreval, Hans Lobitz und ausgewachsene Profis wie Hugo Delavalle, Inge Koch und Marina von Othegraven. Stars der Zeit wie Tilly Söffing und Paolo Bortoluzzi fügten sich harmonisch in das große Repertoire ein. Joan Cadzow wurde als erste Primaballerina für die folgenden Ballettklassiker engagiert. Walters Wunschballerina wurde dann aber Monique Janotta aus Frankreich, die zeitgleich mit Falco Kapuste aus Berlin zu den rheinischen Ballettsternen gehörte. Das Repertoire, das Erich Walter dann in den nächsten, knapp zwanzig Jahren schuf, wurde legendär. In den 1970er Jahren befand „oe“ Horst Koegler, dass die Rheinoper das größte, interessanteste und musikalisch anspruchsvollste Repertoire in ganz Deutschland hatte.
Auch die Oper und Operette wollte weiterhin nicht auf Walters Mitarbeit verzichten. Seine Tanzinszenierung um das goldene Kalb in Schönbergs Moses und Aron wurde international gerühmt. Zahllose Gastspiele führten Ballett und Oper in alle Welt. Im Jahre 1969 hatte Walter die tschechisch-russische Ballettmeisterin und Choreografin Růžena Mazalová (* 1927; † 2019 in Prag) an seine Seite geholt, um die traditionellen „weißen Akte“ für Schwanensee zu schaffen. Daraus wurde eine fruchtbare künstlerische Partnerschaft, die Růžena Mazalová in die Position der stellvertretenden Ballett-Direktorin brachte. Zweiundfünfzig Ballette schuf Erich Walter zwischen 1964 und 1983, dem Jahr seines Todes. Davon waren elf abendfüllende Ballette, wie Cinderella 1967, „L´Orfeo“ 1967, „Schwanensee“ 1969, gefolgt von Giselle, Romeo und Julia, Dornröschen und viele andere. Immer wieder kehrte er zu seinen Wurzeln zurück. So war sein letztes Programm ein Strawinsky-Abend. Mit George Balanchines Apollo, sowie „Orpheus“ und Petruschka von ihm selbst inszeniert.
Am 23. November 1983 starb Erich Walter an Leukämie.